# Све једном прође, све се једном заврши
„Све једном прође, све се једном заврши” био је други по слушаности музички хит Војничког радија Београд, у Другом светском рату. Ова немачка љубавна песма као и чувена „Лили Марлен“ стекла је велику популарност на обема странама у Другом светском рату, захваљујући Радио Београду.

## Предуслови
Након окупације Београда 1941, Радио Београд, чији се сигнал могао хватати широм Европе, постао је радио-станица немачких окупационих снага под именом „Војнички радио Београд“. Официр који је радио у станици, по доласу у Беогард из Беча је понео неколико плоча са музиком ради емитовања. Међу њима је била тада мало позната песма „Лили Марлен“ у извођењу Лале Андерсен, стара 2 године, издата у свега 700 примерака. Због недостатка других плоча, Радио Београд је често емитовао ову песму, која је убрзо постала врло популарна, упркос противљењу нацистичких органа власти, првенствено Јозефа Гебелса, немачког министра за пропаганду, који је и наредио престанак њеног емитовања. Након тога, у Радио Београд су почела да пристижу многобројна писма немачких војника са свих страна Европе, у којима су молили да се песма врати у програм. Радио Београд је вратио песму у своју програмску шему, и од тада ју је емитовао сваке вечери у 21:55.

## Настанак песме „Све једном прође, све се једном заврши”
Војници стационирани по Медитерану, укључујући и немачке одреде у Африци и британске припаднике Осме армије, због велике популарности песме Лили Марлен, редовно су подешавали своје радио-пријемнике како би слушали „Војнички радио Београд“. Чак је и генерал Ромел, командант немачких снага у Африци, био љубитељ „Војничког радио Београда“ и заједно са војницима слушао га је свако вече.
Имајужи у виду све већу популарност радија из Београда, њгови уредници кренули су у стварање још јене полуларне песме - „Све једном прође, све се једном заврши”.
Песму је први пут јавно извела немачке певачице Едит Клавунде, 3. октобра 1942. године , на отварању зимског програма „Војничког радија Београд” у Народном позоришту. Весела двадесетосмогодишња певачица Едит Клавунде песму је извела уз музичку пратњу Плесног оркестра Војничког радија Београд под управом познатог уметника на хармоници Ханса Георга Шица.
Наступ немачке певачице Едит Клавунде, данас је скоро сасвим заборављен, али ће песма „Све једном прође, све се једном заврши”, бити упамћена као други највећи хит Војничког радија Београд (направљен по узору на прослављену „Лили Марлен”). Едит је песму на носаћу звуа снимила у Берлину, уз музичку пратњу (тада чувеног) Плесног оркестра Адалберта Лутера.
Песму је компоновао познати аустријски композитор Фред Рејмонд, који је као припадник немачких пропагандних трупа сарађивао са београдским радијом - и који је такође са Едит Клавунде наступио у Народном позоришту овом приликом.